# Hôtel Maurice
L'hôtel Maurice (ou Hôtel Mabille des Granges) est un hôtel particulier bâti au XVIIIe siècle, situé au no 4 de la rue Sully, dans le quartier Malakoff - Saint-Donatien de Nantes, en France. L'immeuble a été inscrit au titre des monuments historiques en 1954.

## Historique
L'hôtel, construit en 1770, est surélevé au début XIXe siècle.
Le bâtiment est inscrit au titre des monuments historiques par arrêté du 19 mars 1954.